# 蛸島彰子
蛸島 彰子（たこじま あきこ、1946年3月19日 - ）は、日本将棋連盟所属を経て現在日本女子プロ将棋協会（LPSA）所属の将棋の女流棋士。日本将棋連盟所属時の女流棋士番号は1、LPSA番号は1。女流棋士一期生6人のうちの一人。東京都杉並区出身。2018年引退。

## 棋歴

### 奨励会・レッスンプロ時代
小学生の頃、そそっかしい性格を見かね、将棋をやれば落ち着きが出るのではと父親に将棋を教えられる。
その後、実力をつけていき、それを評価した父の旧知であった金易二郎の勧めにより、1961年、15歳の時に初等科から編入されて奨励会に7級で入会した。史上初の女子奨励会員であった。蛸島には、男子奨励会員より緩やかな「指し分け（5勝5敗）で昇級・昇段」という特例措置が適用された。
当時唯一の女子奨励会員であったが、しかし特例での昇段ということもあり棋力の差は如何ともしがたく、他の奨励会員の間では「蛸ちゃんに負けたら丸坊主・罰金」という合言葉が広まったり、中には蛸島に負けて奨励会を退会する者まで出たという。森雞二は、1級から初段への昇段が決まる一局で蛸島（当時は1級。森は蛸島と奨励会で対局した経験があったが全勝していた）に敗れ、自らを戒めるために剃髪した。なお森は「蛸ちゃんに負けたら丸坊主・罰金」という合言葉は聞いたことがない、と述べている。
蛸島は最終的に初段まで昇段したが、1966年の結婚を機に奨励会を退会した。
その後、翌1967年に二段に昇段して、レッスンプロとして女性や子供への普及を中心に活動。その一方でNHK杯テレビ将棋トーナメントの棋譜読み上げに20年以上出演したり、各種将棋イベントなどに唯一の女性プロとして出演していた。

### 女流プロ棋戦設立後
蛸島の知名度の高まりや、当時アマチュア最強と言われていた関根紀代子の活躍もあり、女流プロ棋戦創設の機運が高まり、1974年、初の女流棋戦として女流プロ名人位戦が創設される。蛸島は特別枠として三番勝負に出場、三番勝負では寺下紀子を2連勝で破り初代女流名人となる。翌期には多田佳子、さらに翌々期にも森安多恵子をストレートで退け3連覇を果たす。
1978年、第4期の三番勝負では山下カズ子にストレート負けを喫し、女流名人位を失冠する。
上述のように女流プロ名人位戦は蛸島と関根の戦いが見たいということで始まったが、蛸島がタイトルホルダーの時は関根が挑戦できず、関根が挑戦した時には山下がタイトルホルダーになっており、すれ違いで結果的に両者のタイトル戦が実現することはなかった。なお、両者の初対戦は蛸島が女流名人位を失冠して挑戦者リーグに参加した1978年の第5期である。この時は関根が勝利した。
1978年に創設された第1期女流王将戦では勝ち進み、決勝三番勝負で女流名人位戦で敗れた山下カズ子を2-1で破ってリベンジを果たし、初代女流王将となった（以降3連覇）。
1979年の第7期女流プロ名人位戦では再び三番勝負に進出、その時は山下に敗退したものの、翌1980年の第8期で山下からタイトルを奪還した。このように1980年代以降、林葉直子・中井広恵・清水市代の女流三強が登場するまで、黎明期の時代に山下とともに女流二強時代を築いた。
1989年に女流棋士発足15周年パーティの成功を機に、 女流棋士会が発足されると初代会長に就任し、2002年まで13年の長きにわたり務めた。
1992年、第6回レディースオープントーナメントで決勝まで進出、決勝三番勝負で清水市代に0-2で敗れるが健闘を見せた。
女流棋士会長を退任した2002年からは女流棋士会相談役を務める。
一方女流棋界の重鎮として、2004年4月から2007年3月まで女流育成会幹事など、女流棋士の地位向上や育成において常に重責を果たしてきた。

### 日本女子プロ将棋協会移籍後
2007年5月に設立された日本女子プロ将棋協会に「前に進もうとすることを応援したくて」という理由で移籍した。発足とともに同協会相談役、協会代表代行などを歴任した。
2011年8月31日、長年のライバルであった関根紀代子が現役を引退したことにより、現役最年長の女流棋士となる。
2014年2月より、同協会の特別相談役を務めている。
2017年5月27日付で、現役としては清水、中井に続く史上3人目の女流六段に昇段。
2017年12月8日、残りの女流名人戦予選の対局を最後に公式戦を引退する事を発表した。理由としては対局時の正座が辛くなった事と、かねてより通算成績を勝ち越しのまま終わらせる事が「自分にとって小さな誇り」だと考えていたという。
2018年1月15日、第45期女流名人戦予選2回戦で千葉涼子に最新型の将棋で勝利し、最年長勝利記録を更新する（71歳9ヶ月）。
2018年2月16日、同棋戦の予選3回戦で山口恵梨子に敗れ、これが現役引退局となった。終盤まで激戦であったが最後見落としがあっての敗戦だった。43年間に及ぶ現役生活で降級点を取ることは一度もなかった。
蛸島は引退後、LPSAプロに転向した。
2018年5月27日、LPSA主催で「歩みを語り感謝する会」パーティが行われ、奨励会時代から共に戦った中原誠 、内藤國雄、森雞二など将棋界の重鎮が参加する一方、日本将棋連盟女流棋士会所属の女流棋士も多数参加した。なお女流棋士会所属の女流棋士がLPSAのイベントに多数参加したのはLPSA発足後11年目にして初である。

## 人物
- 座右の銘は「続ければ人生」

- 唯一の女性プロ棋士であったころから二十数年にわたって、NHK杯テレビ将棋トーナメントの棋譜読み上げを務めた。その美貌もあって、将棋を指す少年たちのあこがれの存在であった。その頃対局した作家で将棋アマ4段の山口瞳は、「蛸島さんは（NHK）テレビの対局で棋譜を読み上げている人である。非常に美しい。女性といってもプロの二段で非常に強い」と感想を述べている。なお山口との対局「血涙十番勝負」第3局はアマチュアとのお好み対局ではあったが、蛸島にとって非常に思い出深い対局であり、心に残った一局として「将棋世界」の取材に答えている。また以前に将棋を愛好してテレビ対局をよく観戦していた女優の吉永小百合も「蛸島さんって、とても美しい方ですね」と感嘆していたという[11]。

- 女流名人時代、「新・必殺仕置人」に女性棋士役でゲスト出演する話があり、京都まで行き一部撮影まで済ませたものの、その役が非常に不本意で、話を聞いた同門の兄弟子芹沢博文が「女流とはいえ名人、それが（殺されて）コモかぶりでは将棋のタメにならない」と番組プロデューサーに強く抗議。蛸島の収録分はお蔵入り[注 4]になり結果的にホッとしたという[13]。

- 中倉彰子は誕生時に当時の女流名人であった蛸島にちなんで命名されたという。

## 昇級・昇段履歴
- 1961年 - 奨励会初等科を7級で入会
  - 初の女性奨励会員であった彼女には、「指し分け（5勝5敗）で昇級」という特例が設けられていた。
- 1966年00月00日 - 奨励会退会（初段）[10]
- 1970年00月00日 - 女流二段[14][注 5]
- 1974年11月03日 - 女流三段（女流棋士制度創設、「表彰感謝の日」贈昇段）[15]
- 1976年11月26日 - 女流四段（タイトル3期）
- 1988年11月17日 - 女流五段（特別昇段、第14回将棋の日）[16]
- 2017年05月21日 - 女流六段（LPSA理事会審議）[7]
- 2018年02月16日 - 現役引退（女流通算333勝328敗）[10]

## 主な成績

### 獲得タイトル
- 女流名人 4期（第1期=1974年度 - 3期、8期）
- 女流王将 3期（第1期=1978年度 - 3期）

獲得合計 7期
- タイトル戦 登場回数
  - 女流名人位戦 7回（第1期=1974年度 - 4期、7-9期）
  - 女流王将戦 4回（第1期=1978年度 - 4期）

登場回数合計 11回

### 棋戦優勝
- 1dayトーナメント 1回（第21回（2009年））

### 将棋大賞
- 第8回（1980年度） 女流棋士賞
- 第9回（1981年度） 女流棋士賞
- 第21回（1993年度） 東京将棋記者会賞

### 記録
- 通算成績 661局 333勝328敗[10] 勝率 0.504
- 最年長現役（引退時 71歳10ヶ月）
- 最年長勝利（対局時 71歳9ヶ月=2018年1月15日、第45期女流名人戦予選二回戦、対千葉涼子戦）

## 著書
- 『将棋入門以前』日本将棋連盟。
- 『蛸島彰子の詰将棋』金園社。
- 『将棋かくしふで』講談社。